# Grimacco
Grimacco (friuli nyelven: Grimac, szlovénül: Grmek, tengermelléki szlovén nyelvjárásban: Garmak) település Olaszországban, Friuli-Venezia Giulia régióban, Udine megyében. Lakosainak száma 304 fő (2023. január 1.). Grimacco San Leonardo, Savogna, Stregna, Drenchia, Kanal ob Soči és Kobarid községekkel határos.

## Népesség
A település népességének változása:
| Lakosok száma | 338  | 334  | 304  |
|               | 2017 | 2018 | 2023 |